# Antonio Gómez del Moral
Antonio Gómez del Moral (* 15. November 1939 in Cabra; † 14. Juli 2021 in Sevilla) war ein spanischer Radrennfahrer und nationaler Meister im Radsport.

## Sportliche Laufbahn
Gómez del Moral war im Straßenradsport aktiv. Er wurde 1960 Unabhängiger. Von 1963 bis 1972 war er als Berufsfahrer aktiv. Er fuhr für die Radsportteams Flandria-Faema, Ignis, Kas und Karpy.
1960 gewann er Etappen in der Vuelta a España, in der Portugal-Rundfahrt, in der Katalonien-Rundfahrt (zweifach) und in der Volta a la Comunitat Valenciana (zweifach). Die Portugal-Rundfahrt beendete er als Dritter. 1961 konnte er Etappensiege in der Andalusien-Rundfahrt und in der Volta a la Comunitat Valenciana verbuchen. Das Etappenrennen Tour de l’Avenir gewann er 1962 vor Mariano Maino mit einem Etappensieg. In der Vuelta a España war er auf einem Tagesabschnitt erfolgreich. In der Saison 1963 kam ein weiterer Etappensieg in der Vuelta a España dazu. Die Volta a la Comunitat Valenciana 1964 gewann er vor Antonio Barrutia. Etappensiege in der Portugal-Rundfahrt und in der Katalonien-Rundfahrt rundeten die Bilanz der Saison 1964 ab.
1965 siegte er in der nationalen Meisterschaft im Straßenrennen vor José Antonio Momeñe. Dazu kamen Siege in der Trofeo Mallorca und im Eintagesrennen Circuit de Getxo. 1966 gewann er zum vierten Mal in seiner Karriere eine Etappe in der Vuelta a España. Auch die Klasika Primavera und die Vuelta a La Rioja (mit einem Etappensieg) sowie eine Etappe der Baskenland-Rundfahrt entschied er für sich. 1967 gewann er den nationalen Titel im Bergfahren, erneut die Klasika Primavera sowie Etappen in der Katalonien-Rundfahrt und im Giro d’Italia.
Mit der Andalusien-Rundfahrt und dem Gran Premio Muñecas de Famosa siegte Gómez del Moral 1969 in zwei Etappenrennen, wobei er in beiden Rundfahrten Etappen gewinnen konnte. 1970 war er im Grand Prix de Navarre erfolgreich. Seinen letzten Sieg als Radprofi hatte er 1971 mit dem Gewinn des Prologs der Asturien-Rundfahrt.
Zweite Plätze holte Gomez del Moral 1961 in der Andalusien-Rundfahrt und im Grand Prix de Navarre, 1964 in der Trofeo Masferrer, 1967 in der Katalonien-Rundfahrt und im Gran Premio de Llodio, 1969 in der Trofeo Masferrer und in der Klasika Primavera, 1970 im Gran Premio Llodio und im Gran Premio Pascuas sowie 1971 in der Asturien-Rundfahrt. Dritter wurde Gomez del Moral 1965 im Rennen Subida al Naranco.
Gomez del Moral bestritt alle Grand Tours. Im Giro d’Italia 1967 trug er für drei Tage das Rosa Trikot.

## Grand-Tour-Platzierungen
| Grand Tour            | 1960 | 1961 | 1962 | 1963 | 1964 | 1965 | 1966 | 1967 | 1968 | 1969 | 1970 | 1971 | 1972 |
| --------------------- | ---- | ---- | ---- | ---- | ---- | ---- | ---- | ---- | ---- | ---- | ---- | ---- | ---- |
| Vuelta a EspañaVuelta | DNF  | 5    | 18   | 8    | –    | 9    | 7    | 19   | 7    | DNF  | 23   | 21   | 30   |
| Giro d’ItaliaGiro     | –    | –    | –    | –    | 20   | –    | –    | 13   | –    | –    | –    | –    | –    |
| Tour de FranceTour    | –    | –    | –    |      | –    | DNF  | 11   | –    | 11   | DNF  | –    | –    | –    |

## Familiäres
Er ist der Bruder von José Gómez del Moral.